# Calamonastides
Calamonastides is een monotypisch geslacht van zangvogels uit de familie Acrocephalidae. 

## Soorten
De enige soort in dit geslacht:
- Calamonastides gracilirostris – Geelbuikrietzanger